# Takuo Ishii
Takuo Ishii (Takuo Ishii, 3 de dezembro de 1919 - 20 de maio de 1950) foi um soldado do exército japonês que depois se uniu à causa Viet Minh na Indochina. Um oficial de estado-maior da 55ª Divisão que havia comandado um esquadrão de seu regimento de cavalaria. Supostamente o major mais jovem do Exército Imperial na época, ele liderou vários voluntários para a causa vietnamita, tornando-se coronel e conselheiro militar do General Nguyễn Sơn. Ele dirigiu a Academia Militar Quảng Ngãi por um tempo antes de fundar a Academia Militar Tuy Hòa, e foi morto por uma mina terrestre em 1950.
Após a derrota do Japão, ele participou da Guerra da Independência do Vietnã, que opôs o Viet Minh à União Francesa. Durante a Guerra da Independência do Vietnã, ele se autodenominava "Hanatani", "Chan Chi Dung" e "Tong".

## Carreira
Nascido na cidade de Fukuyama, província de Hiroshima como o filho mais velho de Hisao Ishii. Depois de se formar na Escola Secundária Imamiya da Prefeitura de Osaka, ele se formou na Academia Imperial do Exército Japonês (53º mandato) em fevereiro de 1940. Em maio do mesmo ano, foi nomeado alferes de cavalaria e tornou-se membro do 11º Regimento de Cavalaria. Em agosto de 1941, Takuo foi promovido a Tenente do Exército. Em novembro do mesmo ano foi nomeado comandante de companhia do 55º Regimento de Cavalaria da 55ª Divisão, e se engajou na Guerra do Pacífico, indo servir na Campanha da Birmânia. Em dezembro de 1943 foi promovido a Capitão do Exército.Em março de 1945, tornou-se oficial do Departamento de Estado-Maior da 55ª Divisão e, em junho do mesmo ano, foi promovido a Major do Exército. Em julho de 1945, a 55ª Divisão foi subordinada ao 38º Exército e mudou-se da Campanha da Birmânia para o Camboja em preparação para a invasão aliada da Indochina. Derrotado em Phnom Penh, ele era o oficial de campo mais jovem do exército japonês na época.

## Guerra da Independência do Vietnã
Após o fim da guerra, Ishii informou ao Comando da Divisão que participaria da Guerra da Independência do Vietnã com voluntários da 55ª Divisão, e o Comando da Divisão concordou e enviou uma festa de despedida. Em outubro de 1945, ele se infiltrou no sul do Vietnã de caminhão com o Major Toshihide Kanetoshi (2º Capitão do 144º Regimento de Infantaria da 55ª Divisão) e outros oficiais e suboficiais. Depois de ser recebido pela DRV ( República Democrática do Vietnã, Declaração de Independência, 2 de setembro de 1945) a Comissão Anti-Guerra do Sul em Soc Trang, Long Xuyen reuniu voluntários japoneses da região. Por outro lado, persuadiu os soldados convocados que deixaram suas famílias no Japão a retornar ao Japão, dizendo que era dever dos militares profissionais participar da Guerra Revolucionária em outros países.

### Treinamento de soldados do Viet Minh
Em maio de 1946, Ishii mudou-se para Kwangai e tornou-se instrutor na Escola Militar de Kwangai, fundada pelo General Nguyen Son após a Escola Secundária do Exército de Kwangai no 5º Distrito do Exército Viet Minh. O subtenente Yoshio Takano ( 29º Regimento de Infantaria da 2ª Divisão) serviu como professor assistente de Ishii. Ele também foi responsável pela escola de treinamento de suboficiais na província de Quang Ngai. Em 1946, ele se tornou uma figura central na Academia Militar Tuy Hòa no Quinto Exército. Além disso, treinou milícias e guerrilhas em Tuy Hoa e Ninhoa .

### Comando de operação
No final de 1948 ou 1949, uma delegação da Comissão Sul da DRV acompanhou um batalhão de Quang Ngai em seu retorno do norte. A partir da segunda metade de 1948, quando a região de Quang Ngai se tornou um campo de batalha devido ao movimento para o norte do Exército francês, Ishii tornou-se conselheiro do 308º Batalhão. Sob a orientação de Ishii, a 308ª equipe pequena tornou-se uma unidade poderosa que se tornou popular em todo o centro do Vietnã com a música "A 308ª equipe pequena que pode vencer em qualquer lugar". Em 1949, a DRV Central iniciou uma campanha para desdobrar tropas de elite do centro ao sul do Vietnã, a área revestida de ferro do Exército francês, a fim de dispersar as tropas francesas que cercavam o Tonquim, no norte do Vietnã (campanha de Sautien). Sob a direção do Comitê Anti-Guerra Sul da DRV, Ishii acompanhou o batalhão do Viet Minh (equivalente à companhia japonesa) viajando para o sul com o objetivo de perturbar a retaguarda do Exército francês. Esta companhia foi organizada na província de Quang Ngai e foi chamada de "Batalhão Ba Dung", com cerca de 20 soldados japoneses em seu núcleo.

### O fim
Em 20 de maio de 1950, durante uma batalha com tropas francesas no sul do Vietnã, Ishii teria sido morto em ação, junto com o subtenente Oyama, por uma mina terrestre colocada por tropas francesas.
Ishii é consagrado no Santuário Yasukuni como um morto de guerra após sua morte. Antes do início da Guerra do Vietnã pelos Estados Unidos, um monumento de pedra em homenagem a Ishii foi erguido em Saigon (agora Cidade de Ho Chi Minh) por Shinichi Daisaku e Yokichi Ichikawa, que eram subordinados de Ishii durante a Guerra Revolucionária. O monumento de pedra foi posteriormente transferido para o local da sede da 2ª Brigada Mista da Força de Autodefesa Terrestre (atualmente a 14ª Brigada) na cidade de Zentsuji, Prefeitura de Kagawa .

## Item relacionado
- Soldados japoneses restantes
- Sei Igawa